# دیوید کانوور
دیوید کانوور (انگلیسی: David Conover; ۲۶ ژوئن ۱۹۱۹ – ۲۱ دسامبر ۱۹۸۳) عکاس، و روزنامه‌نگار اهل ایالات متحده آمریکا بود.